# Andaquí
L'andaquí o andakí és una llengua indígena de Colòmbia, actualment extinta, i parlada pels andaquís, que actualment només parlen espanyol.
No ha de confondre's aquesta llengua amb l'andoque una llengua aïllada de Colòmbia.

## Distribució i historia

## Classificació
Donat el material i la naturalesa dels materials coneguts en andaquí, un estudi sistemàtic dels mateixos hauria de fer possible reconstruir alguns aspectes de l'estructura general de la llengua. Un article de Paul Rivet (1924) basat en les dades d'Albis i plantejat per a provar la connexió de la llengua amb la família txibtxa. Jolkesky (2016) la va relacionar amb les llengües tiniguanes degut al contacte. No obstant això, el parentiu conjecturat per Rivert no resulta convincent. D'altra banda existeixen interessants paral·lels entre la llengua páez i l'andaquí, especialment en paraules guturals, la qual cosa suggereix que es tracta de préstecs:
Andaquí guahuahi - páez wewe 'cotó'
Andaquí kagá 'moniato, camote, moniato' - kaʔka o kaʔga 'patata'
Encara que també existeix algunes paraules per a parts del cos i lèxic comú:
Andaquí chunguahé - páez thũwa 'orella'
Andaquí caya- o coaya- - Paez kati o kaci 'asseure's'
Andaquí (bon)da- - páez nd'h 'dormir'
No obstant això, l'aspecte general de les paraules en andaquí són molt diferents del que es troba en páez. En andaquí predominen les paraules llargues amb síl·labes obertes.

## Descripció lingüística
L'andaquí és una llengua probablement aglutinant si s'ha de jutjar per l'abundància de paraules llargues.

### Fonologia
La majoria de síl·labes són obertes sent l'única consonant final que es presenta amb una certa freqüència la nasal -n. La llista de paraules de Mutis conté algunes combinanciones de lletres inusuals, el valor fonètic de les quals només pot conjecturar-se. La que apareix amb més freqüència és fsrr- com en fsrragua 'un tipus de liana' i fsrrixa 'fibra d'atzavara'. Morfològicament el andaquí usa tant sufixos com prefixos.

### Gramàtica
La persona del subjecte s'indica mitjançant prefixos, per exemple ca- marca la segona persona com a:
(1) ninga ka-mimi
1aSG 2ªSG-amar
'¿M'estimes?' (Anonymous 1928: 181)
El mode gramatical, així com la nominalització i algunes parts de la referència de persona es marquen mitjançant sufixos. L'imperatiu de segona persona és -zá:
(2) fsrrajono-zá
allitar-se-2ªSG.IMP
'Fica't al llit!' (Anonymous 1928: 185)
El cas s'indica mitjançant sufixos:
cogo 'casa' / cogo-ra '(anar) a casa'